# Sender Schlossberg (Arnsberg)
Der Sender Schlossberg war eine Sendeanlage auf dem Schlossberg in Arnsberg für den analogen Rundfunk (UKW) und den digitalen Rundfunk (DAB). Sie wurde vom Westdeutschen Rundfunk betrieben und verwendete als Antennenträger einen freistehenden, 42 Meter hohen Stahlrohrmast, der 1965 errichtet wurde. Die Stadt verlängerte den Pachtvertrag für den Betreiber nicht und erhofft sich durch den Abbau der Anlage eine Aufwertung des historisch bedeutsamen Standorts. In der Nacht auf den 1. April 2025 wurde der Sender abgeschaltet und am 7. April 2025 erfolgte die vollständige Demontage des Stahlrohrmastes.

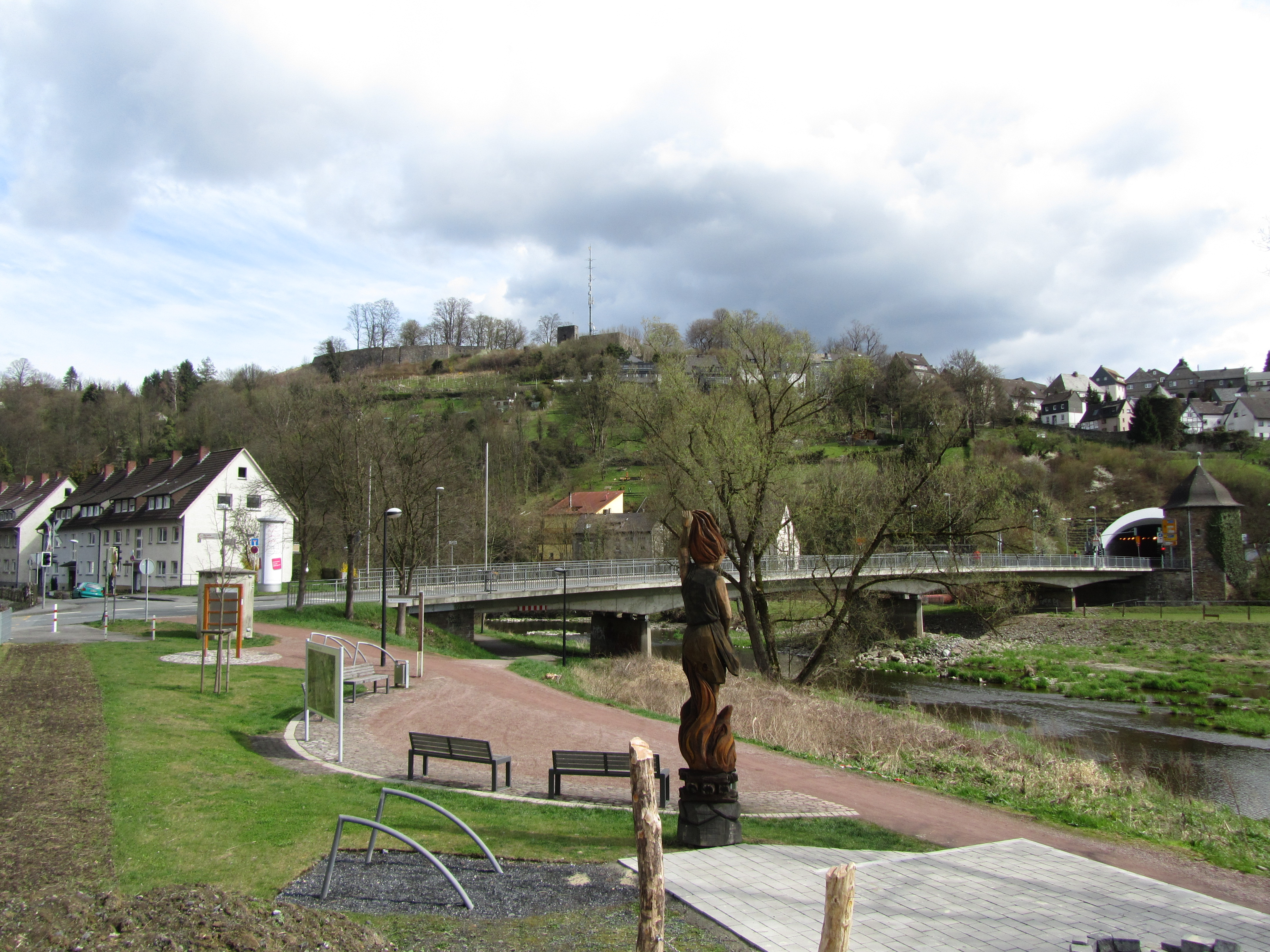
Ansicht des Schlossbergs mit Antennenträger 2012

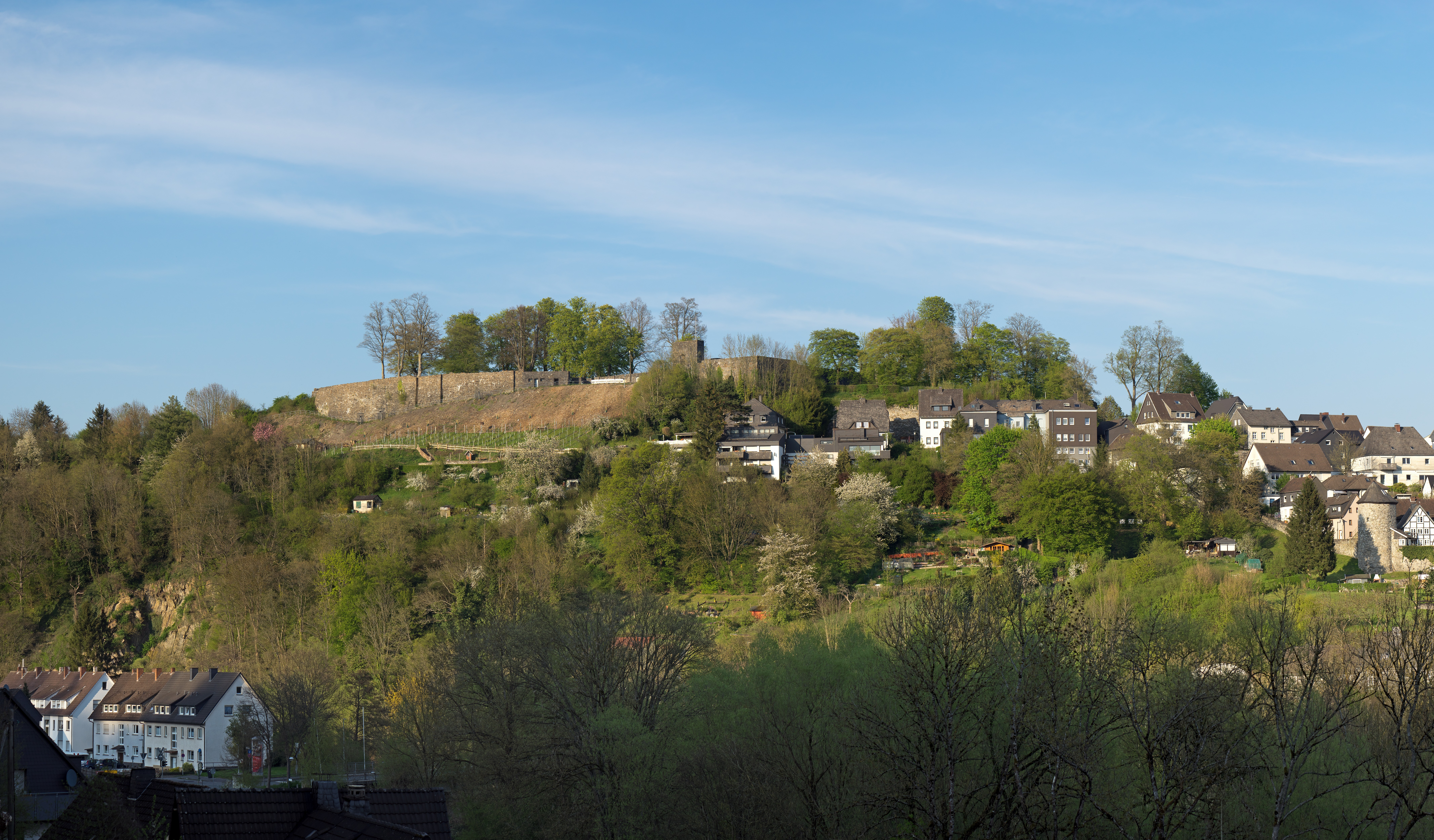
Ansicht des Schlossbergs nach Abbau der Sendeanlage 2025

## Ehemalig genutzte Frequenzen und Programme

### Analoger Hörfunk (UKW)
Frequenzen am Senderstandort Arnsberg Schlossberg, die ehemals genutzt wurden und ersatzlos entfielen.
| Frequenz (MHz) | Programm | RDS PS            | RDS PI                | Regionalisierung | ERP (kW) | Antennendiagramm rund (ND)/gerichtet (D) | Polarisation horizontal (H)/vertikal (V) |
| -------------- | -------- | ----------------- | --------------------- | ---------------- | -------- | ---------------------------------------- | ---------------------------------------- |
| 96,0           | 1 Live   | 1LIVE___          | D391                  | –                | 0,1      | ND                                       | H                                        |
| 99,4           | WDR 2    | WDR_2_SI WDR_2___ | DB92 (regional), D392 | Siegen           | 0,1      | ND                                       | H                                        |
| 97,5           | WDR 3    | WDR_3___          | D393                  | –                | 0,1      | ND                                       | H                                        |
| 91,7           | WDR 4    | WDR_4___          | D394                  | Siegen           | 0,1      | ND                                       | H                                        |
| 88,5           | WDR 5    | WDR_5___          | D395                  | –                | 0,1      | ND                                       | H                                        |

Radio Sauerland verließ den Senderstandort Arnsberg Schlossberg und wechselte mit seinem Sender auf das Dach der Mariannhill Schule Arnsberg.
| Frequenz (MHz) | Programm        | RDS PS   | RDS PI | Regionalisierung | ERP (kW) | Antennendiagramm rund (ND)/gerichtet (D) | Polarisation horizontal (H)/vertikal (V) |
| -------------- | --------------- | -------- | ------ | ---------------- | -------- | ---------------------------------------- | ---------------------------------------- |
| 106,5          | Radio Sauerland | SAUERLAN | D498   | –                | 0,25     | ND                                       | H                                        |

### Digitaler Hörfunk (DAB)
DAB beziehungsweise der Nachfolgestandard DAB+ wurde in vertikaler Polarisation und im Gleichwellenbetrieb mit anderen Sendern ausgestrahlt. Am 29. August 2012 erfolgte der Wechsel von DAB-Kanal 12D auf DAB-Kanal 11D. Über diesen wird derzeit der Multiplex Radio für NRW mit den Programmen des WDR übertragen.
| Block                        | Programme (Datendienste) | ERP (kW)        | Antennen- diagramm rund (ND), gerichtet (D) | Polarisation horizontal (H)/ vertikal (V) | Gleichwellennetz (SFN) |
| ---------------------------- | --- | --------------- | ------------------------------------------- | ----------------------------------------- | --- |
| 11D Radio für NRW (D__00236) | - 1 Live (88 kbps) - 1 Live diggi (88 kbps) - WDR 2 Rhein-Ruhr (RR) (88 kbps) - WDR 2 Ostwestfalen-Lippe (OW) (88 kbps) - WDR 2 Südwestfalen (SW) (88 kbps) - WDR 3 (120 kbps) - WDR 4 Rhein-Ruhr (RR) (88 kbps) - WDR 4 Ostwestfalen-Lippe (OW) (88 kbps) - WDR 4 Südwestfalen (SW) (88 kbps) - WDR 5 (88 kbps) - WDRcosmo (80 kbps) - WDR Maus (80 kbps) - WDR Event (56 kbps) - WDR EPG (8 kbps) - ARD TPEG (16 kbps) | 0,35 (max. 0,5) | ND                                          | V                                         | - Region Aachen: Aachen (Stolberg-Donnerberg), Eifel (Dahlem-Bärbelkreuz) - Bergisches Land: Engelskirchen (Hohe Warte), Gummersbach (Kerberg), Remscheid (Hohenhagen), Wuppertal (Auf der Königshöhe) - Rheinland: Bonn (Venusberg), Köln (Kölnturm) - Rhein-Ruhr: Düsseldorf (Rheinturm), Gelsenkirchen-Scholven, Kleve (Bresserberg), Langenberg (Hordtberg), Viersen (Süchtelner Höhen) - Ruhrgebiet: Dortmund (Florianturm) - Münsterland: Ibbenbüren (Blomenkamp), Münster (Nottuln-Baumberge), Oelde (Mackenberg), Schöppingen - Ostwestfalen-Lippe: Bad Oeynhausen (P.Westf.-Wittekindsberg), Bielefeld (Hünenburg), Herford (Eggeberg), Höxter (Holzminden), Stemwede (Arrenkamp), Teutoburger Wald (Bielstein), Warburg, Willebadessen (Eggegebirge) - Südwestfalen: Biedenkopf (Sackpfeife), Ederkopf (Oberste Henn), Hallenberg (Bollerberg), Hochsauerland (Hunau), Lennestadt (Kuhhelle), Meschede, Nordhelle, Olsberg, Siegen (Giersberg) |

### Analoges Fernsehen (PAL)
Vor der Umstellung auf DVB-T diente der Sendestandort weiterhin für analoges Fernsehen:
| Kanal | Frequenz (MHz) | Programm             | ERP (kW) | Sendediagramm rund (ND)/ gerichtet (D) | Polarisation horizontal (H)/ vertikal (V) |
| ----- | -------------- | -------------------- | -------- | -------------------------------------- | ----------------------------------------- |
| 24    | 495,25         | Das Erste (WDR)      | 0,03     | ND                                     | H                                         |
| 34    | 575,25         | ZDF                  | 0,03     | ND                                     | H                                         |
| 57    | 759,25         | WDR Fernsehen Siegen | 0,03     | ND                                     | H                                         |